# Tramwaje w La Rochelle
Tramwaje w La Rochelle − zlikwidowany system komunikacji tramwajowej we francuskim mieście La Rochelle, działający w latach 1901−1929.

## Historia
Tramwaje w La Rochelle uruchomiono 25 sierpnia 1901. Tramwaje kursujące po La Rochelle były napędzane sprężonym powietrzem w systemie Ludwika Mękarskiego. Wybudowano dwie linie. Do obsługi sieci posiadano 10  wagonów silnikowych i 12 doczepnych. 23 kwietnia 1924 zlikwidowano linię do Tadson. Ostatecznie sieć zlikwidowano 17 czerwca 1929. 